# Zoltán Szarka
Zoltán Szarka, né le 12 août 1942 à Csorna et mort le 18 avril 2016 à Szombathely, est un footballeur hongrois. Il évolue au poste de gardien de but.

## Biographie
Zoltán Szarka évolue de 1961 à 1980 au Szombathelyi Haladás, disputant 244 matchs de championnat. 
Il dispute avec l'équipe de Hongrie olympique les Jeux olympiques d'été de 1968, et remporte la médaille d'or.
Il devient ensuite entraîneur des gardiens au centre de formation du Szombathelyi Haladás jusqu'en avril 2015.